# Tsjubo
Tsjubo, auch Taubu  oder Pu, war ein japanisches Flächenmaß.
- 1 Tsjubo = 36 Quadratschaku = 3,319 Quadratmeter
- 30 Tsjubo = 99;573 Quadratmeter (6 Keng Länge mal 5 Keng Breite) = 1 Seh[1]